# Rätische Alpen

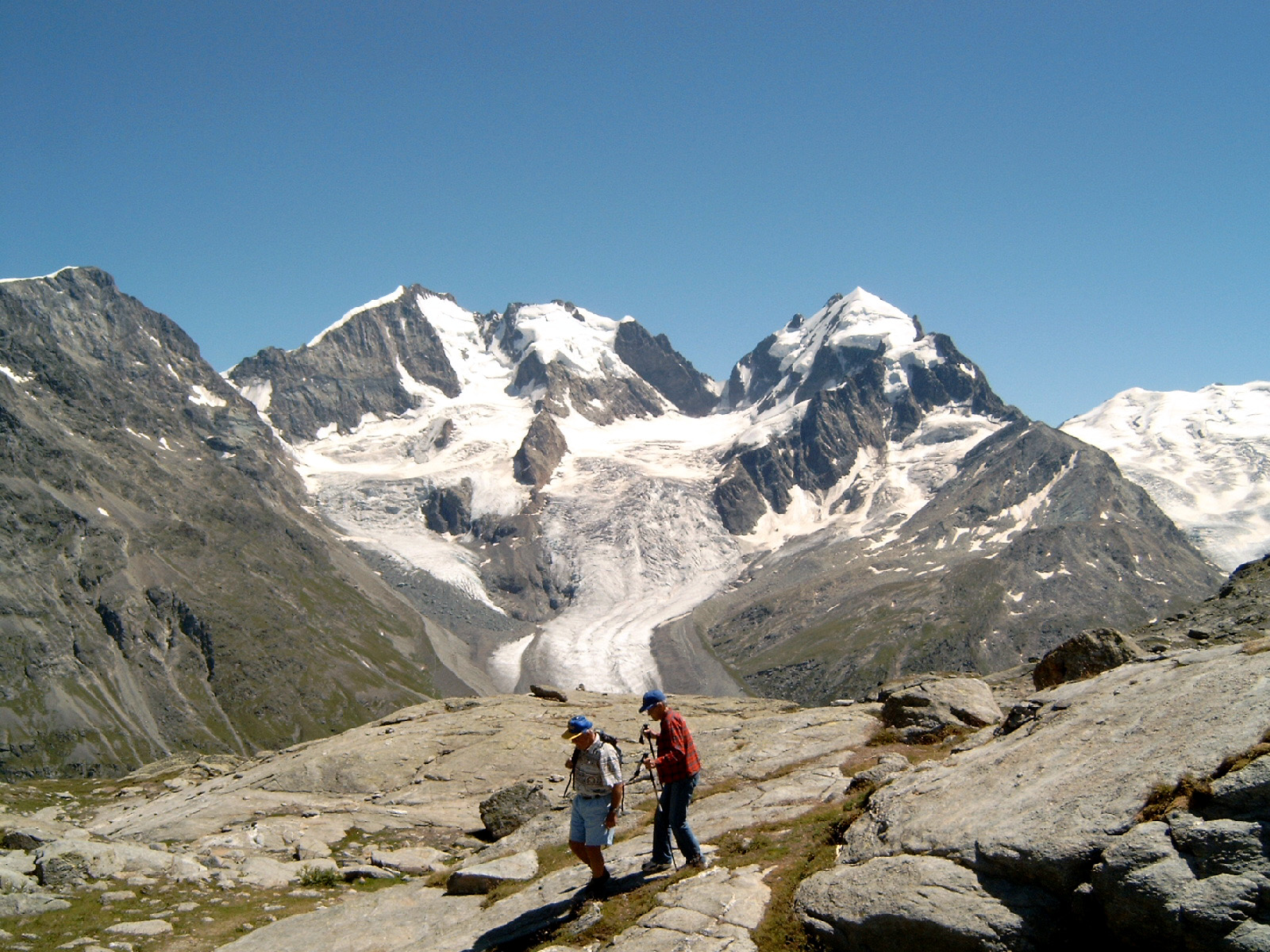
Piz Roseg

De Rätische Alpen (Italiaans: Alpi Retiche) is het deel van de Alpen dat zich uitstrekt van de Splügenpas in het westen tot de Brennerpas in het oosten. Gezien het een zeer uitgestrekt gebied betreft, wordt de Rätische Alpen ingedeeld in de Westelijke Rätische Alpen, de Oostelijke Rätische Alpen en de Zuidelijke Rätische Alpen. De scheiding tussen de Westelijke en de Oostelijke Rätische Alpen ligt hierbij bij de Reschenpas.
De Rätische Alpen vormen binnen de Oostelijke Alpen het meest westelijke deel van de Centrale Alpen. Ze maken deel uit van de hoofdkam van de Alpen met de stroomgebieden van de Rijn en de Donau in het noorden en die van de Italiaanse rivieren in het zuiden. De Reschenpas vormt de laagste Alpenovergang in de Rätische Alpen, de Brennerpas buiten beschouwing gelaten.

## Terminologie
De term Rätische Alpen in brede zin werd al gebruikt in de Partizione delle Alpi, één van de oudere indelingen van de Alpen en wordt hernomen in de moderne internationale SOIUSA-indeling. In de Duitse en Oostenrijkse indeling van de Oostelijke Alpen ("AVE") wordt de term Rätische Alpen niet gebruikt gezien dit systeem enkele kleinere ketens of groepen beschrijft en geen overkoepelende termen definieert. In bepaalde Duitstalige of Nederlandstalige kringen wordt de term "Rätische Alpen" echter gebruikt om (enkel) naar de Westelijke (en eventueel Zuidelijke) Rätische Alpen te verwijzen. Er wordt dan geen overkoepelende term gebruikt voor de Oostelijke Rätische Alpen.

## Onderverdelingen
De Westelijke Rätische Alpen omvatten volgende groepen:
- Oberhalbstein Alpen
- Albula Alpen
- Berninagroep
- Livigno Alpen
- Sesvennagroep
- Silvretta (incl. Samnaungroep en Verwallgroep)
- Plessur Alpen
- Rätikon

De Oostelijke Rätische Alpen omvatten volgende groepen:
- Ötztaler Alpen
- Stubaier Alpen
- Sarntaler Alpen

De Zuidelijke Rätische Alpen omvatten volgende groepen:
- Ortler Alpen
- Nonsberggroep
- Adamello-Presanella Alpen
- Brenta Dolomieten